# India: Matri Bhumi
India: Matri Bhumi is een Italiaanse documentaire uit 1959 onder regie van Roberto Rossellini.

## Verhaal
De documentaire schetst het alledaagse leven in de stad en op het platteland in India. Daarbij spelen de wisselwerking tussen mens en dier en conflict tussen traditie en moderniteit een belangrijke rol.